# Красный Горняк (Владимирская область)
Красный Горняк — посёлок в Киржачском районе Владимирской области России, входит в состав Горкинского сельского поселения.

## География
Посёлок расположен в 1,5 км на юг от центра поселения посёлка Горка и в 14 км на север от райцентра города Киржач.

## История
Образован после Великой Отечественной войны в связи с началом торфоразработок, входил в состав Бельковского сельсовета, с 1971 года — в составе Горкинского сельсовета, с 2005 года — в составе Горкинского сельского поселения.

## Население
| 2002 | 2010 | 2021 |
| ---- | ---- | ---- |
| 4    | ↗7   | ↘0   |